# Ernst af Sachsen
Ernst af Sachsen (født 24. marts 1441 i Meissen, død 26. august 1486 i nærheden af Colditz) var en kurfyrste i Sachsen. Han var søn af Frederik den Sagtmodige og gift 1460 med Elisabeth af Bayern. 
Han blev i 1464 kurfyrste og regerede frem til 1485 sammen med broderen Albrecht af Meissen og Thüringen. Han blev efterfulgt som kurfyrste af sin ældste søn Frederik.
Ernst var stamfader til den ernestinske linje af Huset Wettin, der regerede i de ernestinske hertugdømmer i det nuværende Thüringen og Oberfranken frem til 1918.

## Børn
I sit ægteskab med Elisabeth af Bayern havde Ernst følgende børn:
- Christine (1461–1521)

⚭ 1478 Kong Hans af Danmark, Norge og Sverige (1455–1513)
- Frederik den Vise (1463–1525), Kurfyrste af Sachsen
- Ernst (1464–1513), Ærkebiskop af Magdeburg, Administrator i Halberstadt
- Adalbert (1467–1484), Administrator i Ærkebispedømmet Mainz
- Johan den Standhaftige (1468–1532), Kurfyrste af Sachsen

⚭ 1. 1500 Sophie af Mecklenburg-Schwerin (1481–1503)
⚭ 2. 1513 Margarete af Anhalt (1494–1521)
- Margarete (1469–1528)

⚭  1487 Hertug Henrik 1, af Braunschweig-Lüneburg (1468–1532)
- Wolfgang (1473–1478)